# Witold Woyda

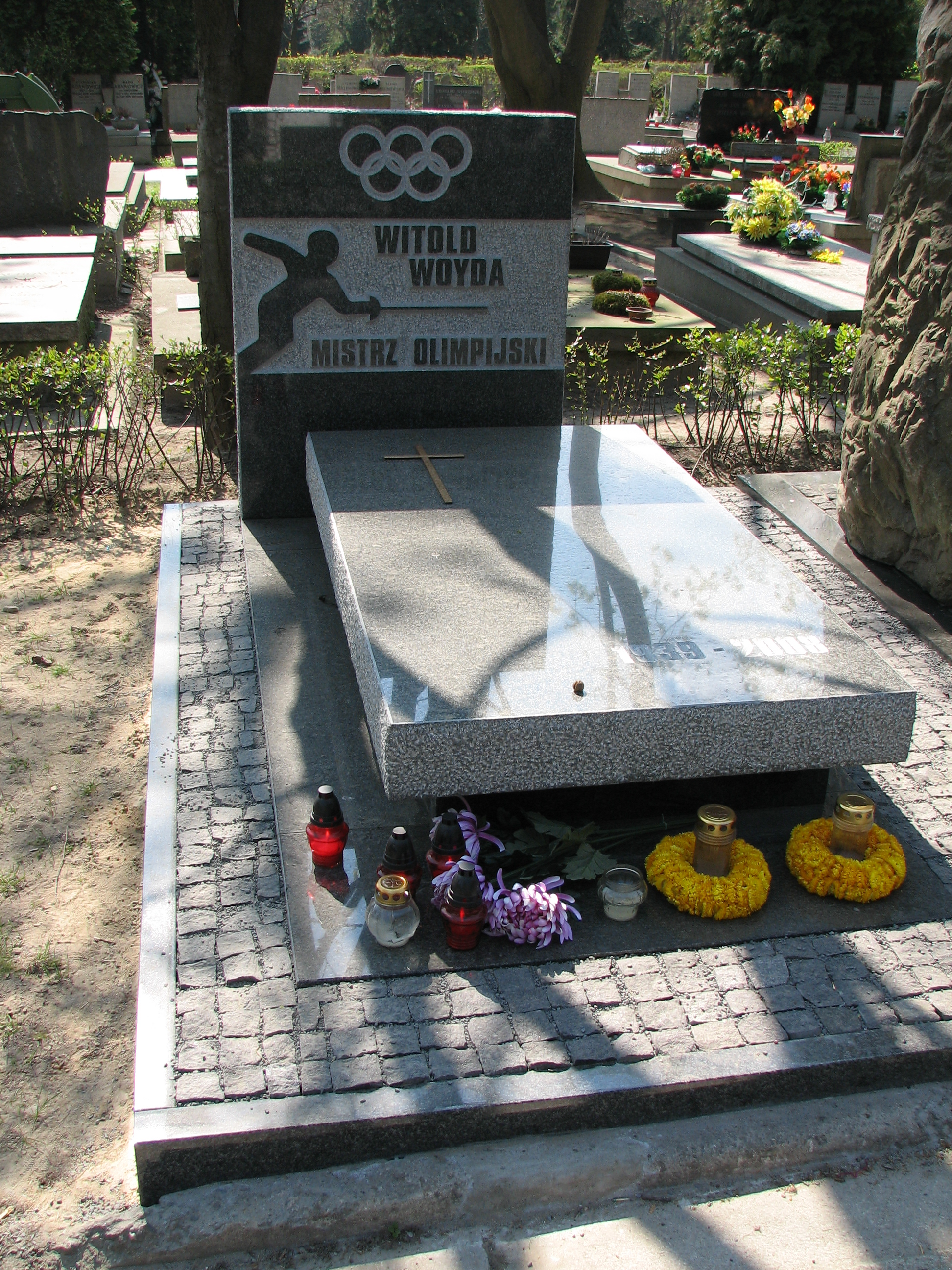
Grabstelle in Warschau

Witold Woyda (* 10. Mai 1939 in Posen; † 5. Mai 2008 in Bronxville, Vereinigte Staaten) war ein polnischer Florettfechter und Olympiasieger.

## Karriere
Woyda begann seine internationale Karriere bei den Olympischen Spielen 1960 mit einem vierten Platz in der Einzelwertung, mit der Mannschaft schied er im Viertelfinale aus. Danach gewann er mit der polnischen Mannschaft von 1961 bis 1973 mit einer Ausnahme im Jahr 1970 jedes Jahr eine Medaille beim Saisonhöhepunkt. Bei den Weltmeisterschaften 1962 erhielt er seine einzige Einzelmedaille bei Weltmeisterschaften, als er hinter dem sowjetischen Fechter German Sweschnikow die Silbermedaille gewann.
Den Höhepunkt seiner Karriere erlebte Woyda bei den Olympischen Spielen 1972, als er Gold sowohl in der Einzelwertung als auch in der Mannschaftswertung gewann. In beiden Finalrunden blieb er dabei ohne Niederlage, nachdem er in den vorherigen Runden jeweils Gefechte verloren hatte. Für den Doppelsieg bei den Olympischen Spielen wurde Woyda 1972 als Polens Sportler des Jahres ausgezeichnet.
Woyda wanderte Ende der 1970er Jahre in die Vereinigten Staaten aus. 2008 starb er dort an Lungenkrebs. Seine sterblichen Überreste wurden nach Warschau überführt und auf dem Powązki-Militärfriedhof beigesetzt.

## Internationale Medaillen

### Olympische Spiele
- 1964: Silber Mannschaftswertung
- 1968: Bronze Mannschaftswertung
- 1972: Gold Einzelwertung und Mannschaftswertung

### Weltmeisterschaften
- 1961: Bronze Mannschaftswertung
- 1962: Silber Einzelwertung und Bronze Mannschaftswertung
- 1963: Silber Mannschaftswertung
- 1965: Silber Mannschaftswertung
- 1966: Bronze Mannschaftswertung
- 1967: Bronze Mannschaftswertung
- 1969: Silber Mannschaftswertung
- 1971: Silber Mannschaftswertung
- 1973: Bronze Mannschaftswertung